# Radiovce
Radiovce em macedônio Радиовце - Radiovtse'é uma aldeia na Município Brvenica, perto da cidade de Tetovo de Macedónia do Norte. A aldeia de Radiovce é uma das mais recentes no Município de Brvenica. Em função do local Radiovce Gabinete do Município de Brvenica. A aldeia é dividida em pequenas partes: Alto, Médio e Baixo Radiovce e também Zbiralo, Vakov eo local Koriḱansko. 

## Geografia e posição
Radiovce é uma das poucas aldeias no Município de Brvenica que é completamente sobre uma superfície plana terra. A aldeia fica perto dos rios e Bogovinjska Vardar. Estes dois rios para fazer um bom solo fértil para fins agrícolas e de pesca. Milho, feijão, trigo, centeio são algumas das típicas culturas semeadas lá. A montanha Suva Gora perto da aldeia é uma fonte de madeira para aquecimento, para a indústria de madeira e importante fonte para as fábricas locais. 

## História
No final do século XIX, foi um Radiovce parte de Tetovo região do Império Otomano. Em 1900 em Radiovce viveu cerca de 150 pessoas principalmente Ortodoxa bulgaros. Após a queda do Império Otomano, Radiovce veio sob sérvio controle, Vardar, Pirin Egeu e Macedónia. Vardar Macedónia estava sob controlo da Sérvia. Mais tarde, após o final do Primeira Guerra Mundial Radiovce juntamente com o restante do território do que é hoje a República da Macedónia tornou-se parte de um novo reino chamado Reino dos Sérvios croatas e eslovenos, e mais tarde, após 1945 SR Macedónia tornou-se uma igualdade estado de República Socialista Federativa da Jugoslávia. Após a queda da RSFJ, Radiovce tornou-se parte da recém-independentes Macedónia do Norte. 

## Etimologia do nome "Radiovce"
Existe uma lenda local segundo a qual a aldeia foi nomeado Radovce. Quando o terreno onde hoje é a aldeia não era habitada, não houve grandes Alpes de ovinos, onde havia um grande número de pastores. Um dia veio um homem e ele gostou muito do local. Então ele decidiu construir uma pequena casa só para ficar lá enquanto as ovelhas estavam no Alpes. Este homem e da pequena casa foram muito estranho para as pessoas da nearset aldeias. Eles sempre lhe perguntou porque ele vive lá sozinho, e ele respondeu: Radi ovinos (em Tetovo dialeto, o que significa Por causa das ovelhas. Cedo o local foi habitado por outras pessoas ea aldeia foi chamado Radiovce. 
Além disso, existe uma outra versão para o nome que nos dizer o que as pessoas das montanhas chegou aos nossos dias aldeia para morar para Rad'i'Ovce o que significa que eles chegaram lá para trabalhar e ovinos. 
As pessoas de Radiovce são conhecidos comoRakari, o que significa chatos, porque nos rios perto Radiovce havia uma grande quantidade de caranguejos, mas infelizmente hoje caranguejos não pode ser encontrado anymore. 

## População e demografia
De acordo com o censo de 2002, a aldeia tem uma população de 1049 pessoas. 
A população da aldeia Radiovce é multicultural. Segundo o censo, há 346 macedónios, 691 albaneses e pequeno número de outras nacionalidades. Do ponto de vista histórico, a população de Radiovce foi sempre com diferentes grupos étnicos. Além disso, deve ser mencionado que as pessoas vêm de diferentes partes do Polog e vale a partir de diferentes partes do Macedónia. Uma grande parte da população tem vindo a partir do próximo aldeias Žerovjane, Lisec, Gradec, Strimnica e da Porečie vale. O povo albanês primária vieram do aldeias Gurgurnica, Korita e Čegrane. 
Outras nacionalidades em Radiovce são poucos Roma e poucas pessoas sérvios. 

## Relações com o próximo cidades
Embora Radiovce é talvez mais perto Gostivar, pessoas de Radiovce foram sempre orientadas para Tetovo. O institucionais e os problemas sociais dos povos aways ter sido resolvido em Tetovo. Também Tetovo é Radiovce centro educacional para o povo e principal centro de comércio, lazer e é o principal hospital em Tetovo. Além disso, uma grande pert da população Radiovce tem muito boas relações com as outras cidades-Gostivar. Um grande número de jovens ir na alta escola em Gostivar, a relação comercial entre Radiovce e Gostivar é muito bom e grande número de feriados, como o Ano Novo e Páscoa é comemorada em Gostivar. Radiovce, juntamente com a envolvente é um exemplo perfeito de como funciona uma sociedade multicultural. 

## Desporto e Lazer
A aldeia sempre teve um clube de futebol chamadoRadiovce, e, infelizmente, hoje, tem ido desde 1990. Nos anos seguintes, houve alguns esforços para restabelecer o clube. Mas devido a problemas financeiros não aconteceu. O clube já ganhou no futebol regional, em Tetovo. 
O rio que flui próximo Vardar Radiovce era um atraente centro recreativo, mas por causa da água tornou-se muito suja as pessoas deixam de vir para este lugar de pick-nick ou para caminhar. Também muito interessante lugar é a área onde Bogovinjska rio e Vardar rio join. Este era um lugar muito bom para pick-nick, mas hoje, devido à dirtiness das fábricas locais é muito desagradável lugar. 

## Bem conhecido pessoas de Radiovce
- Jovan Pavlovski-macedônio escritor
- Rajko Avramovski († 1989) - soldado na II Guerra Mundial
- Živko Stefanovski-escritor e jornalista
- Duško Milevski († 2005) - Médico Especialista
- Boško Stefanoski († 2005) - economista e escritor
- Atanas Stojčeski-Spiro († 1917) - vítima em Jesenovac
- Nikolče Stojanoski-linguista
- Rašo Avramovski-antropólogo, humanista
- Boban Veljanoski-local misician
- Denis Iloski-local músico `